# Boxmoor
Boxmoor – wieś w Anglii, w hrabstwie Hertfordshire, w dystrykcie Dacorum. Leży 29 km na zachód od miasta Hertford i 37 km na północny zachód od centrum Londynu.